# Suzanne Balogh
Suzanne Elspeth "Suzy" Balogh, född 8 maj 1973 i Queanbeyan, är en australisk sportskytt.
Hon blev olympisk guldmedaljör i trap vid sommarspelen 2004 i Aten.